# GG Lapino
Théodore Gougounon, plus connu sous le pseudonyme de GG Lapino, est un artiste, chanteur et compositeur béninois.

## Biographie
Surnommé « l’artiste de la victoire » , GG Lapino a composé des chansons qui ont été utilisées lors des campagnes électorales de 2006 et 2011 du candidat Thomas Boni Yayi, ancien président du Bénin Abel.

## Vie politique
Lancé dans la politique, GG Lapino est candidat aux élections communales et municipales du 17 mai 2020, sur la liste de l'Union démocratique pour un Bénin nouveau (UBDN) de l'ancienne députée Afiavi Claudine Prudencio,. Lui-même ne parvient cependant pas à se faire élire. 
GG Lapino adhère officiellement au parti de l'Union progressiste pour le renouveau (UPR) le samedi 3 septembre 2022, à l'occasion d'un grand rassemblement . Confrontés à cette défection soudaine , l'UBDN explique que GG Lapino n'aurait pas été un militant de l'UBDN mais un simple prestataire de service par l'Union démocratique pour un Bénin nouveau (UBDN). En décembre 2022, une vidéo Whatsapp circule, où l'on voit GG Lapino être couvert de billets de banque par des leaders de l'UPR, dans le cadre de réjouissances liées à la campagne électorale des élections législatives de janvier 2023.

## Discographie
GG Lapino a à son actif plusieurs singles, : Léadé, Mando, Kini dogbe, Guigo toé, Vivi, Agba, Donan tché, Gbèhouénou, Agor, houé fifa, Le roi zizi, Bizo, Dieu m'a tout donné, Vignon, Mede man ko mede, Tchité, Djopopo.

## Distinction
Le 17 décembre 2021, GG Lapino est sacré meilleur artiste de l'année au Bénin Showbiz Awards et a gagné un terrain Loti d'une valeur de 5 millions de francs CFA offert par le sponsor de l'événement.

## Collaborations
- Chéri Coco (feat. 2H HOUNTONDJI)[9].

## Affaire Judicaire
Cité dans une affaire d’escroquerie et d'abus de confiance, GG Lapino comparaît le 7 février 2013 au tribunal de première instance de Cotonou. Il est relaxé, la plaignante n'ayant pu produire de preuve relative à l'existence d'un contrat entre elle et GG Lapino, à savoir l'envoi d'une somme importante contre l'organisation d'un concert par GG Lapino.